# Gia đình là số một (phần 2)
Gia đình là số một - Phần 2  (tựa gốc: 지붕뚫고 하이킥! / Jibungttulhgo haikig! / Through the Roof High Kick!) là phần phim sitcom tiếp nối câu chuyện từ phần 1, với nội dung xoay quanh những mẩu chuyện nhỏ xảy ra từ cuộc sống sinh hoạt hàng ngày trong một gia đình truyền thống nơi mỗi thành viên đều có một cá tính và cách sống khác nhau nhưng lại sống chung cùng với nhau. Phim đã đạt được nhiều hạng mục tại lễ trao giải Giải thưởng chương trình giải trí MBC năm 2009 và một số giải thưởng nổi bật khác.

## Nội dung
Câu chuyện xoay quanh cô chị 22 tuổi Se-kyung và cô em 9 tuổi Shin-ae sống cùng người cha ở một ngôi làng nhỏ trên núi, nơi mà điện hay đồ ăn vặt cũng là một thứ xa xỉ. Một ngày nọ, nhà của họ bị người ta đến siết nợ; trong lúc hỗn loạn, bố của Se-kyung và Shin-ae đã đưa họ hành lí và một số tiền rồi giục hai chị em lên chiếc xe chở dê đi đến hướng thành phố Seoul trước, còn mình sẽ đến sau. Tuy vậy, trên đường đi, hai chị em đã lạc mất cha mình và không có chỗ nào để ở. May thay, một người nước ngoài tên là Julien thấy tình cảnh hai chị em đáng thương đã cho họ ở nhờ. Nhà mà Julien ở là nhà thuê của bà Ja-ok, một cô hiệu phó trường cấp ba đã có tuổi, rất điệu đà, quý phái nhưng vẫn chưa có chồng. Ở nhà bà Ja-ok cho thuê, ngoài Julien còn có Kwang So, Yoo In-na - cặp đôi theo đuổi ước mơ trong giới giải trí và Hwang Jung-eum, một cô gái sinh viên năm cuối nghiện nhậu nhẹt và mua sắm, nhưng cũng rất vui tính. Một hôm, trong lúc Se-kyung đang làm việc thì tình cờ gặp Ji Hoon và gây ra cho anh khá nhiều tai nạn, cô theo anh tới tận nhà để xin lại chiếc dép bị kẹt ở tàu điện ngầm. Tại nhà anh, cô tình cờ bị lầm là người giúp việc. Sau này, do thương tình cảnh của hai chị em nên ông Soon Jae đã yêu cầu hai chị em tới ở nhà mình và cho cô phụ giúp việc vặt trong gia đình.
Gia đình ông Soon Jae có cuộc sống khá thú vị. Ông Soon Jae là giám đốc của một công ty sản xuất thực phẩm, goá vợ, 72 tuổi, đặc điểm nhận dạng đặc biệt của ông là đánh rắm nổ rất to (Shin Ae đã lợi dụng điều này để viết một bài viết gửi cho đài phát thanh), ông đem lòng yêu bà Ja-ok. Ông có hai người con: cô con gái ruột Hyun Kyung là giáo viên thể dục và cậu út Ji Hoon là bác sĩ khoa ngoại. Hyun Kyung là một người vợ cá tính và luôn lấn át chồng là Bo Suk trong tất cả mọi việc. Ngược lại, chồng cô là Bo Suk lại khá hiền lành và có đôi khi ngờ nghệch, đến nỗi trong nhiều tình huống anh không thể tính được số tiền thối lại khi mua một món đồ nào đó. Anh là phó giám đốc của công ty ông Soon Jae, nhưng ông ít khi tin tưởng vào anh việc gì, ông thường gọi anh là người "không có đầu". Tạo motip tương tự phần 1, cậu út Ji Hoon là người trong gia đình nhưng ít khi tham gia vào các hoạt động trong nhà do anh phải trực ở bệnh viện thường xuyên. Anh có mối tình thầm kín với cô gia sư dạy thêm của Joon Hyuk là Hwang Jung Eum. Tuy nhiên, về đến cuối phim, vì gia đình phá sản, Jung Eum âm thầm chia tay Ji Hoon làm cho anh suy sụp. Mặt khác, tại nhà của ông Soon Jae, cô bé Shin Ae được làm bạn với Hae Ri, là cô cháu gái của Soon Jae. Cô bé này khá hống hách và hay vòi vĩnh, cô rất khoái ăn sườn nướng và chính vì vậy mà cô thường xuyên la hét inh ỏi trong nhà vệ sinh vì bị táo bón mỗi khi sáng sớm. Mặc dù Hae Ri thường hay ăn hiếp Shin Ae, nhưng đó là người bạn duy nhất mà Hae Ri có, nên tình bạn giữa hai cô bé ngày càng thân thiết hơn. Đến cuối phim, Hae Ri đã khóc rất nhiều khi Shin Ae phải đi nước ngoài.
Cậu cháu trai Joon Hyuk là một thiếu niên ngỗ nghịch, thích chơi game và hay đi đánh nhau, học hành khá kém nên thường phải mời gia sư về dạy kèm. Jung Eum được mời làm gia sư cho cậu vì do hiểu lầm cô là sinh viên trường Seoul. Từ khi trong nhà có sự xuất hiện của Se Kyung, anh đã cảm nắng cô và tự nhủ phải học hành chăm chỉ để có thể tiếp cận cô bằng cách dạy lại cho cô những gì mình học. Nói về Se Kyung, trong gia đình ông Soon Jae ai cũng đối xử bình thường với Se Kyung, chỉ có Ji Hoon là dành cho cô sự quan tâm khá đặc biệt, anh là người đầu tiên cô gặp khi bị lạc ở Seoul và để lại khá nhiều kỷ niệm cho cô. Anh thường dạy cho cô học, cùng cô tận hưởng một ngày rảnh rỗi. Chính vì vậy, mà cô đã lầm tưởng đó là tình yêu và đem lòng yêu Ji Hoon. Thực chất đó chỉ là tình thương của một người chú dành cho người cháu của mình...

## Diễn viên

### Nhà của Soon-jae
- Lee Soon-jae trong vai Lee Soon-jae:

Chủ tịch công ty thực phẩm Lee Soon-jae F&B (Thực phẩm & Đồ uống) và là người đứng đầu gia đình (ông nội của Hae-ri và Jun-hyuk). Đặc điểm nổi bật của ông là thường xuyên "xì hơi" một cách bùng nổ. Vợ đầu tiên của ông, mẹ ruột của Hyun-kyung đã mất nhiều năm trước vì sốc khi hiểu lầm mối quan hệ giữa ông và thư ký. Việc ông theo đuổi tình yêu với Kim Ja-ok gây ra nhiều mâu thuẫn trong gia đình một phần do cái chết của vợ ông và tính cách thiếu tinh tế, hấp tấp của ông với bạn gái. Ông khinh thường con rể, xem con rể là kẻ ngốc nghếch. Ông cũng ghen vô lý với Julien, người thuê trọ của Ja-ok vì cho rằng Julien là tình địch. Về sau, ông và Ja-ok đã kết hôn.
- Oh Hyun-kyung vai Lee Hyun-kyung:

Trước đây từng là nhà vô địch Taekwondo, Hyun-kyung là một người phụ nữ mạnh mẽ, quản lý gia đình nghiêm khắc. Cô học chuyên ngành Giáo dục thể chất khi học sư phạm, gặp Boseok và kết hôn với anh. Là giáo viên thể dục tại trường cấp ba nơi con trai học, cô thường xung đột với hiệu phó Ja-ok. Dù tiết kiệm nhưng cô lại rất hào phóng khi cần. Cuối phim, cô mang thai.
- Choi Daniel vai Lee Ji-hoon:

Em trai của Hyun-kyung. Là bác sĩ phẫu thuật năm thứ ba tại Bệnh viện Chorok, tốt nghiệp Đại học Quốc gia Seoul. Dù có vẻ lạnh lùng nhưng thực ra là người ấm áp và hài hước. Anh sống cùng gia đình nhưng không mấy quan tâm việc nhà. Anh là người đầu tiên kết nối với Se-kyung và Shin-ae. Sau này anh yêu gia sư của Jun-hyuk là Hwang Jung-eum nhưng phải chia tay vì Jung-eum gặp khó khăn tài chính. Cuối cùng, khi đưa Se-kyung ra sân bay đi Tahiti, họ gặp tai nạn xe hơi thảm khốc do trời mưa và qua đời.
- Jung Bo-suk vai Jung Bo-suk:

Chồng của Hyun-kyung và là Phó Chủ tịch hậu đậu của công ty Lee Soon-jae F&B. Anh từng chuyên về bóng chày khi còn học đại học. Bị đánh giá là kém thông minh và vô lý, anh thường bị cả nhà coi thường, đặc biệt là bố vợ và vợ. Tuy nhiên, anh lại là người thân yêu thích nhất của con gái. Anh rất giỏi bóng chuyền chân và từng giúp công ty giành chiến thắng tại một giải đấu doanh nghiệp.
- Yoon Si-yoon vai Jung Jun-hyuk:

Cậu con trai tuổi teen cứng đầu, hơi nổi loạn của Lee Hyun-kyung và Jung Bo-suk, đồng thời là anh trai của Hae-ri. Cậu học hành khá lơ là nhưng lại sắc sảo và có khả năng nhìn người rất tốt. Ban đầu, cậu rất thô lỗ với gia sư mới của mình là Jung-eum, nhưng sau đó dần chấp nhận cô vì sự chân thành của cô và bắt đầu có cảm tình với cô. Khi nhận ra sự cuốn hút và vẻ đẹp của Se-kyung, cậu đã phải lòng cô noona (từ dùng để gọi chị gái hoặc người con gái lớn tuổi hơn một chút) này một cách mãnh liệt, sẵn sàng làm mọi thứ vì cô. Giống như cậu của mình, cậu có một trái tim mềm yếu và luôn quan tâm đến người khác, đặc biệt là hai chị em nhà họ Shin. Jung-eum đã hiểu lầm rằng cậu yêu cô cho đến khi cô thấy ảnh của Se-kyung trong cuốn sổ tay của cậu. Cậu nổi tiếng vì thường xuyên đánh nhau ở trường và là bạn thân nhất với Kang Se-ho. Cậu ghen tị với sự chú ý của Se-kyung dành cho cậu mình và luôn cố gắng gây ấn tượng với cô. Dù đã khiến cô có cảm tình với mình, cuối cùng cậu vẫn thua cậu trong việc chinh phục trái tim cô.
- Jin Ji-hee vai Jung Hae-ri:

Con gái của Lee Hyun-kyung và Jung Bo-suk, đồng thời là em gái của Jun-hyuk. Hae-ri là một cô bé tiểu học được nuông chiều quá mức, hư hỏng và ích kỷ. Ban đầu, cô bé đối xử tệ bạc với Shin-ae nhưng sau này dần trở nên gắn bó với cô dù không bao giờ thừa nhận điều đó bằng lời. Hae-ri cực kỳ mê món kalbi (sườn nướng Hàn Quốc), đến mức thường xuyên bị táo bón vì ăn quá nhiều. Cô bé thô lỗ với những người mình không ưa. Câu cửa miệng đặc trưng của cô là "bbangkkuttongkku" (빵꾸똥꾸), tạm dịch là “mông xì hơi hôi rình” (ở Việt Nam được dịch thành "Cái đồ đáng ghét") – một cách nói nghịch ngợm, thiếu lịch sự. Hae-ri cũng thường dùng banmal (lối nói thân mật) ngay cả với người lớn, thể hiện sự thiếu tôn trọng. Giống bố mình, cô không có năng lực học tập nổi bật và gần như không có tham vọng nào ngoài việc thừa kế tài sản của ông ngoại để sống sung sướng cả đời. Về sau, được tiết lộ rằng cô sẽ kết hôn với Se-ho trong tương lai.
- - Shin Soo-yeon vai Jung Hae-ri khi còn nhỏ
  - Park Shin-hye vai Jung Hae-ri trưởng thành

### Nhà của Se-kyung
- Jung Suk-jong vai Shin Dal-ho:

Cha của Se-kyung và Shin-ae. Dù sống cùng hai con gái trong điều kiện giống như thời kỳ đồ đá giữa vùng núi, điều mà Se-kyung miêu tả rất chính xác, ông nhanh chóng bị các chủ nợ phát hiện sau khi bị chụp ảnh đăng lên blog. Sau khi hai con gái đến Seoul, ông gần như biến mất khỏi câu chuyện.
- Shin Se-kyung vai Shin Se-kyung:

Nhân vật trung tâm của bộ phim xoay quanh Se-kyung và em gái Shin-ae cùng mối liên hệ với gia đình họ Lee. Se-kyung là chị gái điềm đạm, sống nội tâm và kín đáo. Cô nhận công việc giúp việc sống tại nhà họ Lee sau một chuỗi sự kiện hỗn loạn bắt nguồn từ món nợ của cha cô với bọn cho vay nặng lãi. Se-kyung là người siêng năng, tiết kiệm, nhưng ban đầu thiếu hoài bão. Cô thông minh hơn nhiều so với công việc đang làm và luôn mong muốn được đi học như các bạn đồng trang lứa.
Nhiều nhân vật dần cảm mến cô, đặc biệt là Jun-hyeok và Julien. Tuy nhiên, Se-kyung không nhận ra những phẩm chất tốt đẹp của bản thân bao gồm cả vẻ đẹp và tiếp cận cuộc sống hiện đại nơi Seoul với ánh nhìn ngây thơ, cởi mở và sẵn sàng thử những điều mới. Cô đã biết Jun-hyuk yêu mình trước cả khi cậu ấy tỏ tình. Dù cô có chút tình cảm với Jun-hyuk, người cô thực sự yêu là Ji-hoon. Julien cũng có cảm tình với cô ngay từ đầu, điều này được tiết lộ sau trong phim.
Cuối cùng, Se-kyung nghỉ việc để cùng gia đình di cư đến Tahiti, nhưng ở tập cuối, có một tình tiết cho thấy cô đã gặp kết cục bi thảm khi bị tai nạn xe hơi và qua đời cùng Ji-hoon trên đường ra sân bay quốc tế Incheon trong một ngày mưa lớn.
- Seo Shin-ae vai Shin Shin-ae:

Em gái của Se-kyung. Với sự lạc quan và ngây thơ, Shin-ae nhanh chóng đạt được thành tích học tập xuất sắc tại trường, dù trước đó cô sống ở vùng núi hẻo lánh Taebaek nhiều năm. Cô có năng lượng dồi dào và mối quan hệ vô cùng gắn bó với chị gái. Tính cách duyên dáng và đáng yêu của cô chinh phục hầu hết mọi người xung quanh ngoại trừ Hae-ri.

### Nhà của Ja-ok
- Kim Ja-ok vai Kim Ja-ok:

Bạn gái (sau là vợ) của Soon-jae và là Phó hiệu trưởng trường trung học nơi Hyun-kyung công tác. Bà sống tại một ngôi nhà truyền thống Hàn Quốc (Hanok) ở làng Bukchon Hanok, Samcheong-dong, quận Jongno và cho thuê một số phòng. Dù đã lớn tuổi, bà vẫn tự xem mình là một quý cô trẻ trung, dịu dàng và rất nữ tính theo kiểu khuôn mẫu. Mối quan hệ giữa bà và Lee Soon-jae thể hiện rõ nét tính cách này, tuy nhiên Ja-ok cũng là một bà chủ nhà nghiêm khắc và hay áp đặt, đặc biệt trong mối quan hệ với Hyun-kyung, giáo viên thể dục tại trường nơi bà làm việc.
Bà Ja-ok là Phó hiệu trưởng của trường trung học (nơi Jun-hyuk cũng theo học), và được biết đến với biệt danh “Phó hiệu trưởng biến thái” vì thói quen vặn núm vú nam sinh như một hình phạt thể xác. Thói quen và sở thích cá nhân của bà giống như một bé gái: bà ngủ với gấu bông và trang trí phòng ngủ theo phong cách trẻ con. Về sau, bà kết hôn với Soon-jae và trở thành mẹ kế của Hyun-kyung.
- Hwang Jung-eum vai Hwang Jung-eum:

Gia sư tiếng Anh của Jun-hyeok và là người thuê trọ nhà Kim Ja-ok. Jung-eum là sinh viên một trường đại học hạng xoàng tên là Đại học Seoun (hư cấu), nằm ngoài Seoul. Tuy nhiên, do một sự nhầm lẫn, Hyun-kyung tưởng rằng cô là sinh viên Đại học Quốc gia Seoul và đã thuê cô làm gia sư cho Jun-hyeok. Jung-eum nhận công việc này vì túng quẫn, và giữ bí mật về trường học thật của mình trong phần lớn bộ phim. Cô không biết quản lý tài chính vì quá mê thời trang và thích ăn mặc dễ thương, nữ tính.
Mặc dù có vẻ ngoài ngây thơ, Jung-eum có tính cách mạnh mẽ và thường làm được những việc tưởng chừng không thể. Cô dần nảy sinh tình cảm với Ji-hoon sau nhiều biến cố, dù ban đầu cô không ưa tính cách lạnh lùng và kiêu ngạo (theo cô nghĩ) của anh, đồng thời từ chối tình cảm tuổi teen của Se-ho dành cho mình. Sau này, cô và Ji-hoon bắt đầu mối quan hệ nghiêm túc. Tuy nhiên, vì khó khăn tài chính, cô buộc Ji-hoon phải chia tay với mình. Cuối cùng, cô tìm được một công việc ổn định và làm tốt đến mức được thăng chức lên quản lý sau 3 năm.
- Julien Kang vai Julien:

Một người Mỹ sống tại nhà trọ của Kim Ja-ok. Anh là giáo viên tiếng Anh tại trường trung học Poongpa, nơi bà Ja-ok là Phó hiệu trưởng. Nhờ có gốc gác Pháp - Mỹ, anh thông thạo tiếng Hàn, tiếng Pháp kiểu Mỹ và tiếng Anh kiểu Mỹ. Anh thân thiết với hai chị em nhà họ Shin sau khi cưu mang họ và giúp họ tìm việc làm ở Seoul. Sau khi họ chuyển đến sống cùng gia đình họ Lee, anh vẫn duy trì tình bạn với họ. Anh được đánh giá là rất cuốn hút nhờ chiều cao nổi bật, vẻ ngoài như người mẫu và thân hình săn chắc, thường xuyên được thấy đang tập luyện thể thao.
- Yoo In-na vai Yoo In-na:

Một người bạn vô tư, sống cùng nhà trọ với Jung-eum và Julien. In-na đang trong một mối quan hệ lâu dài với Kwang-soo và ước mơ cùng anh trở thành một nhóm nhạc nổi tiếng. Dù là bạn của Jung-eum, In-na rất ý thức được việc Jung-eum thường xuyên không trả nợ và sống dựa vào người khác. Sau này, In-na thành công và trở thành một thần tượng.
- Lee Kwang-soo vai Lee Kwang-soo:

Bạn trai của In-na và là người thuê trọ mà Kim Ja-ok ghét nhất vì bà có thành kiến với ngoại hình lóng ngóng của anh. Anh là người tốt bụng và luôn ủng hộ bạn gái dù sau này cô nổi tiếng và thành công mà không có anh bên cạnh.

### Các nhân vật khác
- Lee Gi-kwang vai Kang Se-ho:

Là bạn thân và bạn học cấp ba của Jun-hyuk. Vừa học giỏi lại khỏe mạnh, cậu nhanh chóng phải lòng Hwang Jung-eum và trở thành một “kẻ bám đuôi” khá phiền toái của cô, thường xuyên trốn trong tủ quần áo của Jun-hyuk trong các buổi học để được ngắm nhìn Jung-eum. Cậu là người mà Jun-hyuk thường tâm sự và luôn khuyến khích bạn mình tỏ tình với Se-kyung. Về sau tiết lộ rằng trong tương lai, Se-ho sẽ kết hôn với Hae-ri.
- Lee Bong-won vai ông Bong:

Giám đốc điều hành của Lee Soon-jae F&B. Ông thông thạo tiếng Nhật và thường làm phiên dịch giữa tiếng Hàn và tiếng Nhật. Ông đã gửi con gái sang Mỹ để học đàn violin.
- Song Ju-yeon trong vai Song Ju-yeon:

Giáo viên tiểu học của Hae-ri và Shin-ae.
- Hong Sun-chang trong vai Hong Sun-chang:

Hiệu trưởng trường trung học nơi Jun-hyuk theo học, đồng thời là tình địch của ông Sun-jae.
- Im Chae-hong trong vai Im Chae-hong:

Tài xế riêng chính thức của công ty Lee Soon-jae F&B.
- Lee Seo-hyun trong vai Yoon Seo-hyun:

Giáo viên thể dục hợp đồng.
- Baek Seung-hee trong vai Baek Seung-hee:

Thư ký của Lee Soon-jae, thường xuyên là nạn nhân của những cơn xì hơi khủng khiếp và bất ngờ của ông chủ.
- Choi Jae-won trong vai Choi Jae-won:

Gia sư tiếng Anh trước đây của Jun-hyuk. Ban đầu có vẻ là người hiểu biết và đáng tin cậy, nhưng sau bị lộ là kẻ chuyên ăn bám, vô dụng đến mức còn kém hơn cả Jung-eum, khiến Jun-hyuk phải đánh giá lại con người thật của anh ta. Sau đó bị sa thải vì không cải thiện được thành tích học tập tệ hại của Jun-hyuk.
- Bác sĩ Min và bác sĩ An:

Là đồng nghiệp của Ji-hoon.

### Khách mời, cameo
In đậm là diễn viên từng xuất hiện trong phần 1.
1. Kim Hye-sung vai Lee Min-ho (Tập 1)
2. Hwang Se-hyun vai Se-hyun (tập 35, 119)
3. Yoon Yong-shin vai người giao bình lọc nước (tập 63)
4. Tiger JK vai bạn của Lee Kwang-soo
5. Jeong Joon-ha (tập 15)
6. Min Young-hoon - Bác sĩ
7. Yoon Seo-hyun - giáo viên thể dục
8. Baek Seung-hee - thư kí của ông Lee Soon-jae
9. Song Min-hyung - bố của Bo-uk
10. Lee Jung-sung - bạn của Bo-suk
11. Maeng Bong-hak -thầy giáo của Bo-suk (Tập 13)
12. Lee Hong-ryeol - Bác sĩ
13. Jeong Jun-ha - Ma Doon-tak (Tập 15)
14. Jung Eun-pyo -bạn của Bo Suk (Tập 17)
15. Seo Ji-suk - chàng trai trong cuộc hẹn đầu tiên của Jung-eum
16. Park Kyeong-rim - Kyeong-rim (Tập 19)
17. Ryu Seung-soo - Jang Joon-hyup (Tập 26)
18. Lee Bong-won - trưởng phòng Bong
19. Jung Il-eoo - Il-woo (Tập 35)
20. Yun Ki-won -kẻ tâm thần (Tập 37)
21. Park Ji-yeon - người theo đuổi Jun-hyuk một thời gian (tập 44)
22. Choi Eun-kyeong - nữ phát thanh viên (Tập 48)
23. Lee So-jung - mối tình đầu của Ji-hoon
24. Lee Dae-ro - giám đốc trường trung học do bà Ja-ok làm hiệu phó
25. Jung Ka-eun - mối tình đầu của Bo-suk (tập 57)
26. Yoo Soon-chul - ông của Bo-suk
27. Soy - Lee Soo (Tập 60)
28. Jang Hang-jun - người giao bình nước lọc
29. Kim Bum - cháu bà Ja-ok (Tập 72)
30. Kim Kyeong-ryong - Chủ quán thịt (Tập 78)
31. Danny Ahn - Ahn Shin-won (Tập 81)
32. Shin Ji - Shin Ji (Tập 81)
33. Jang Jung-hee - y tá tập 84
34. Lee Na-young - Lee Na-bong (Tập 85)
35. Park Young-gyu - Park Young-gyu (Tập 88)
36. Jung Kyung-ho -ông chủ của Jung-eum
37. Jung Woong-in - bank robber (Tập 103)
38. Oh Sang-jin - Park Ji-sung (Tập 107)
39. Jung Suk-won - bác sĩ thực tập (Tập 112)
40. Jo Won-suk - music video director (Tập 112)
41. Pierre Deporte - nhân viên của hàng bánh
42. Park Shin-hye - Jung Hae-Ri tương lai (Tập 119)
43. Sunwoo Yong-nyeo -người yêu cũ của ông Lee Soon-jae
44. Yong Jun-hyung - ca sĩ (tập 112)
45. Kwon So-hyun - Kwon So-hyun

## Phát sóng
HTV3 đã quyết định mua bản quyền phần 2 của sitcom "Gia đình là số 1" và dự định phát sóng từ ngày 6 tháng 8 năm 2010. Vì HTV3 chưa xin được giấy phép nâng cấp nên phim tạm ngưng vô thời hạn. Đến ngày 15 tháng 10 năm 2012, phim được chuyển sang phát sóng trên kênh HTV2 vào lúc 19h từ thứ 2 đến thứ 5 hằng tuần, đây cũng là lần đầu tiên phim được phát sóng tại Việt Nam. Ngày 29 tháng 4 năm 2013, sau khi được cấp giấy phép thì HTV3 bắt đầu phát sóng bộ phim vào lúc 22h từ thứ 2 đến thứ 5 hằng tuần.

## Giải thưởng
| Năm  | Giải                                              | Thể loại                              | Người nhận                     |
| ---- | ------------------------------------------------- | ------------------------------------- | ------------------------------ |
| 2009 | MBC Entertainment Awards                          | Best Couple Award in a Sitcom/Comedy  | Yoon Shi-yoon và Shin Se Kyung |
| 2009 | MBC Entertainment Awards                          | Best Young Actor/Actress              | Jin Ji-hee                     |
| 2009 | MBC Entertainment Awards                          | Best Young Actor/Actress              | Seo Shin-ae                    |
| 2009 | MBC Entertainment Awards                          | Best New Actor in a Sitcom/Comedy     | Choi Daniel                    |
| 2009 | MBC Entertainment Awards                          | Best New Actress in a Sitcom/Comedy   | Shin Se-kyung                  |
| 2009 | MBC Entertainment Awards                          | Best New Actress in a Sitcom/Comedy   | Hwang Jung-eum                 |
| 2009 | MBC Entertainment Awards                          | Lifetime Achievement Award            | Lee Soon-jae                   |
| 2010 | 46th Baeksang Arts Awards                         | Best New Actress in TV                | Hwang Jung-eum                 |
| 2010 | 3rd Korea Drama Awards                            | Most Popular Actress                  | Hwang Jung-eum                 |
| 2010 | 3rd Korea Drama Awards                            | Special Jury Prize                    | Kim Byung-wook                 |
| 2010 | 11th Korea Visual Arts Festival                   | Photogenic Award, TV Actress category | Hwang Jung-eum                 |
| 2011 | 15th Puchon International Fantastic Film Festival | Fantasia Award                        | Choi Daniel, Shin Se-kyung     |
| 2012 | 1st K-Drama Star Awards                           | Lifetime Achievement Award            | Lee Soon-jae                   |